# Малое Кривое (болото)
Малое Кривое (каз. Малое Кривое) — болото (бывшее озеро) в Узункольском районе Костанайской области Казахстана. Находится в 4 км к югу от села Пресногорьковка.
По данным топографической съёмки 1959 года, площадь поверхности озера составляет 3 км². Наибольшая длина озера — 3,5 км, наибольшая ширина — 2,2 км. Длина береговой линии составляет 11,4 км, развитие береговой линии — 1,84. Озеро расположено на высоте 159,9 м над уровнем моря.